# Daredevil (album)
Daredevil is het tweede album van de band Fu Manchu. 

## Track listing
| nr. | titel             | duur |
| --- | ----------------- | ---- |
| 1   | Trapeze Freak     | 4:18 |
| 2   | Tilt              | 3:00 |
| 3   | Gathering Speed   | 4:22 |
| 4   | Coyote Duster     | 2:51 |
| 5   | Travel Agent      | 4:12 |
| 6   | Sleestak          | 3:42 |
| 7   | Space Farm        | 5:30 |
| 8   | Lug               | 3:29 |
| 9   | Egor              | 3:36 |
| 10  | Wurkin'           | 3:37 |
| 11  | Push Button Magic | 4:56 |

## Bandleden
- Scott Hill - zang en gitaar
- Ruben Romano - drum
- Brad Davis - basgitaar
- Eddie Glass - gitaar